# Chevrolet Serie H
Der Chevrolet Serie H war ein Mittelklasse-PKW, der zwischen 1914 und 1916 von Chevrolet als Einstiegsmodell hergestellt wurde. Das Fahrzeug wurde Ende 1913 eingeführt und war als 5-sitziger Tourenwagen Modell H-4 „Baby Grand“ und 2-sitziger Roadster Modell H-2 „Royal Mail“ zu haben. Den Tourenwagen gab es in Grau oder pflaumenfarbig mit schwarzem Fahrgestell und grauen Rädern. Die Wagen hatten Vierzylinder-Blockmotoren mit hängenden Ventilen. Die Maschine mit 2802 cm³ Hubraum entwickelte eine Leistung von 24 bhp (17,6 kW). Die Motorkraft wurde über eine Konuskupplung und ein Dreiganggetriebe mit Handschaltung an die Hinterräder weitergeleitet. Die Hinterräder waren mit Außenbandbremsen versehen. Die Verkaufspreise lagen bei 750 US-$ für den Roadster und 875 US-$ für den Tourer.
1915 wurde der Radstand um 2″ auf 2692 mm verlängert. Die Modelle H-2 und H-4 wurden weiter gebaut; lediglich der Preis des Tourers H-4 sank auf 850 US-$. Dazu kam ein drittes Modell, ein 2-sitziger Sport-Roadster mit der Bezeichnung Modell H-3 „Amesbury Special“. Diese Luxusausführung wurde für 985 US-$ angeboten.
1916 verschwand der teure Amesbury Special wieder. Stattdessen wurde das Modell H-2½  „Special Roadster“ zum Preis von 750 US-$ eingeführt. Die beiden anderen, nach wie vor erhältlichen Varianten H-2 und H-4 kosteten nun nur noch 720 US-$ und gehörten dennoch zu den teureren Angeboten von Chevrolet.
Im Folgejahr ersetzte die Serie F die Serie H.